# بلاك بيري ورلد
بلاك بيري ورلد (بالإنجليزية: BlackBerry World)‏ هو هاتف محمول من بلاك بيري يعمل بنظام بلاك بيري، تم طرحه في الأسواق في أبريل 1, 2009.

## الخصائص
- نظام التشغيل: بلاك بيري

## وصلات خارجية
- الموقع الإلكتروني